# لیل دیکی
دیوید اندرو بارد  (متولد ۱۵ مارس ۱۹۸۸)، بیشتر با نام هنری خود لیل دیکی و ال‌دی شناخته می‌شود، رپر و کمدین آمریکایی است. او با انتشار موزیک ویدئو آهنگش «دوست پسر سابق» به شهرت رسید که در ۲۴ ساعت بیش از یک میلیون بازدید در یوتیوب مشاهده شد. او اولین آلبوم خود به نام رپر حرفه‌ای را در ۱ ژوئیه ۲۰۱۵ منتشر کرد.همچنین خیلی ها او را با آهنگ (Freaky Friday) که به همراه کریس براون خوانده بود می شناسند.

## اوایل زندگی
بارد در یک خانواده متوسط یهودی در محله پارک الکینز واقع در منطقه شهری چلتنهم، که شهری در مرز شمالی فیلادلفیا است، بزرگ شد. او برای تحصیل به دبیرستان چلتنهم و سپس به دانشگاه ریچموند رفت، که توانست با نمره عالی از دانشکده تجارت کلیبورن کمبریج فارغ‌التحصیل شود. او سپس به سان فرانسیسکو، کالیفرنیا نقل مکان کرد و شروع به کار در یک آژانس تبلیغاتی به عنوان مدیر حسابرسی نمود. پس از اینکه او گزارش پیشرفت ماهانه خود را به صورت ویدئو رپ ارائه کرد، شرکت او را به بخش خلاقیت انتقال داد. او با نوشتن متن تبلیغات همچون تبلیغ برای کمپین بزرگ NBA کارش را شروع کرد.

## آلبوم‌شناسی

### آلبوم استودیویی
| عنوان      | جزئیات آلبوم                                                               | بالاترین جایگاه در جدول | بالاترین جایگاه در جدول | بالاترین جایگاه در جدول | بالاترین جایگاه در جدول | بالاترین جایگاه در جدول |
| عنوان      | جزئیات آلبوم                                                               | US                      | US R&B                  | US رپ                   | US Indie                | Us کمدی                 |
| ---------- | -------------------------------------------------------------------------- | ----------------------- | ----------------------- | ----------------------- | ----------------------- | ----------------------- |
| رپر حرفه‌ای | - انتشار: ۳۱ ژوئیه، ۲۰۱۵ - برچسب: خود-انتشار - فرمت‌های: CD، دانلود دیجیتال | ۷                       | ۲                       | ۱                       | ۱                       | ۱                       |